# Samorząd Regionu Bika’at ha-Jarden
Samorząd Regionu Bika’at ha-Jarden (hebr. מועצה אזורית ערבות הירדן) – samorząd regionu położony w Dystrykcie Judei i Samarii, w Izraelu.
Samorządowi podlegają osady rolnicze położone we wschodniej części Samarii, w otoczeniu terytoriów Autonomii Palestyńskiej.

## Osiedla
W 2 kibucach, 18 moszawach i 7 nieautoryzowanych osiedlach żyje tutaj około 6900 Izraelczyków. Społeczność palestyńska zamieszkująca teren samorządu liczy 15 000 osób.

### Kibuce
| - Gilgal | - Niran |

### Moszawy
| - Argaman - Beka’ot - Gittit - Chamra - Jafit - Massu’a - Mechola - Mechora - Chemdat | - Netiw ha-Gedud - Na’ama - Peca’el - Ro’i - Szadmot Mechola - Tomer - Jitaw - Rotem - Maskijjot |

### Nieautoryzowane osiedla
| - Chawat Omer - Chawat Tajasir - Um Zuka - Mechina Ma’ale Efrajim - Mewo’ot Jericho - Micpe Ro’i - Mul Newo |